# Menhir de la Limouzinière
Le menhir de la Limouzinière est situé à Chauché, dans le département français de la Vendée.

## Protection
L'édifice est classé au titre des monuments historiques en 1984.

## Description
Le menhir a été érigé dans une boucle de la rivière de la Petite Maine. Il mesure 2,50 m de hauteur. Il est en grès. La parcelle où il se dresse s'appelle le Champ-aux-Pierres et une métairie proche La Pierre. Des haches en pierre polie ont été ramassées dans le champ voisin, dit Champ des Vieilleries, elles sont conservées au musée Dobrée à Nantes.